# Gebersdorf
Gebersdorf is een plaats in de Duitse gemeente Neurenberg, deelstaat Beieren, en telt ca. 7000 inwoners (2007).
De plaats grenst in het oosten aan het Main-Donaukanaal, ten westen bevindt zich het natuurgebied Hainberg.